# 環の冪零根基
代数学において、可換環の冪零根基（べきれいこんき、英: nilradical）とは環のすべての冪零元からなるイデアルである。
非可換環の場合、同じ定義では常にはうまくいかない。異なる方法で可換な場合を一般化させたいくつかの根基に行きつく。詳しくは記事「環の根基」を見よ。
リー環に対してリー環の冪零根基が同様に定義される。

## 可換環
可換環の冪零根基は環のすべての冪零元からなる集合である。あるいは同じことだが、零イデアルの根基である。これはイデアルである、なぜなら任意の2つの冪零元の和は（二項定理により）冪零であり、任意の元と冪零元の積は（可換性により）冪零だからである。それはまた環のすべての素イデアルの共通部分として特徴づけることもできる。（実は、すべての極小素イデアルの共通部分である。）
環は0でない冪零元をもたないとき被約と呼ばれる。したがって、環が被約であるのはその冪零根基が0であるとき、かつそのときに限る。 R が任意の可換環であれば、その冪零根基による商は被約環であり、{\displaystyle R_{\text{red}}} と表記される。
すべての極大イデアルは素イデアルなので、ジャコブソン根基 — これは極大イデアルの共通部分である — は冪零根基を含まなければならない。環は R/P の冪零根基が R/P のジャコブソン根基と R のすべての素イデアル P について一致すれば、ジャコブソン環と呼ばれる。アルティン環はジャコブソン環であり、その冪零根基は環の極大冪零イデアルである。一般に、ベキ零根基が有限生成（例えば環がネーター的）ならば、それは冪零イデアルである。

## 非可換環
非可換環に対して、冪零根基のいくつかの類似物がある。lower nilradical (または Baer–McCoy radical, または prime radical) は零イデアルの根基の類似物で、環の素イデアルの共通部分として定義される。すべての冪零元の集合の類似物は upper nilradical で、環のすべての nil ideal によって生成されるイデアルとして定義され、それ自身 nil ideal である。すべての冪零元の集合それ自身はイデアル（それどころか部分群）である必要はない。なので、upper nilradical はこの集合よりはるかに小さいこともありうる。Levitzki 根基はこの間にあり最大の局所冪零イデアルとして定義される。可換の場合のように、環がアルティン的なときは、Levitzki 根基は冪零であり、それゆえ唯一の最大の冪零イデアルである。実際、環がネーター的でありさえすれば、lower, upper, and Levitzki radical は冪零であり一致し、任意のネーター環の冪零根基をその環の唯一の最大（左、右、または両側）冪零イデアルとして定義することができる。